# It Might Be You
"It Might Be You" là một bài hát nhạc pop do Dave Grusin viết nhạc và Alan & Marilyn Bergman viết lời. Ca sĩ Stephen Bishop đã hát bài này trong bộ phim năm 1982, Tootsie, diễn viên chính Dustin Hoffman và Jessica Lange. Bài hát này được đề cử giải Academy Award (Bài hát hay nhất) năm 1983.
Bản thu của Bishop đã đạt tới vị trí No. 25 trên bảng xếp hạng Billboard Hot 100 ngày 30 tháng 4 năm 1983, và trụ ở Top 40 trong 8 tuần lễ. Bài hát cũng đứng ở vị trí số một trong bảng xếp hạng Bài hát đương đại Mỹ vào tháng 4 cùng năm.

## Bảng xếp hạng

### Bảng xếp hạng đĩa đơn tuần
| Chart (1983)                                 | Vị trí cao nhất |
| -------------------------------------------- | --------------- |
| Canadian RPM Top Singles                     | 16              |
| Canadian RPM Adult Contemporary              | 1               |
| U.S. Billboard Hot 100                       | 25              |
| U.S. Billboard Hot Adult Contemporary Tracks | 1               |
| U.S. Cashbox Top 100                         | 19              |

### Các bảng xếp hạng cuối năm
| Chart (1983)           | Vị trí |
| ---------------------- | ------ |
| U.S. Billboard Hot 100 | 95     |

## Các bản thu âm lại
- Ca sĩ R&B Patti Austin thu âm trực tiếp bài này năm 1992.
- Ca sĩ Philippin Martin Nievera đã thu âm bài này.
- Ban nhạc Philippin Kai đã thu lại bài này năm 2000.
- Ca sĩ Philippin Erik Santos hát song ca cùng Marinel Santos năm 2003 và bài này được dùng làm nhạc trong phim bộ cùng tên, It Might Be You.
- Ca sĩ Jonalyn Viray hát lại bài này trong Pinoy Pop Superstar, và đoạt chức vô địch của cuộc thi.
- Năm 2006, ca sĩ Thái Lan Ann Thitima thu lại "It Might Be You".
- Năm 2007, nhạc sĩ Dave Koz thu hải bản của bài này trong album At the Movies. Bản đầu tiên do India.Arie hát còn bản thứ hai không lời với Peter White chơi guitar.[6][7]
- Ca sĩ R&B Roberta Flack thu âm bài này để làm nhạc trong phim của đạo diễn Forest Whitaker, Waiting to Exhale (1995). Phim xuất hiện trong phần credits nhưng không có trong album nhạc trong phim.
- Ban nhạc rock Philippin The Ambassadors thu âm lại bài này với nhạc pop punk.
- Năm 2010, nhạc sĩ Rumer thu âm bài này trong album Seasons of My Soul.
- Năm 2013, bài hát được hát lại live performance trên YouTube do các nhạc sĩ Julian Velard và Ari Hest với ban nhạc Jewbadours, tuy có hát sai vài chỗ.[8]
- Năm 2013, bài hát xuất hiện trong phần credit của phim "The Pretty One", do K A R Y Y N và Julian Wass hát lại.[9] "The Pretty One" giống "Tootsie" khi nhân vật chính dùng một danh phận khác.
- Năm 2015, Bradford Anderson hát bài này như một phần của phim bộ General Hospital của đài ABC.